# رود الوند
الوند رودخانه‌ای است که در شهرستان‌های دالاهو، سرپل ذهاب و قصر شیرین در غرب ایران جریان دارد و از درون شهرهای سرپل ذهاب و قصر شیرین می‌گذرد. این رود از سراب اسکندر در شمال ریجاب سرچشمه گرفته و پس از عبور از مرز ایران و عراق به استان دیاله در کشور عراق وارد شده و در آنجا پس از عبور از شهر خانقین به رود سیروان می‌ریزد.

## مشخصات
رودخانه الوند از کوه‌های قلاجه و دالاهو واقع در غرب استان کرمانشاه سرچشمه می‌گیرد. الوند در ۳۲ کیلومتری شرق دشت ذهاب و در شمال ریجاب در مکان سراب اسکندر با این نام شروع به جریان می‌کند. در ادامه رود قسلان نیز بدان می‌پیوندد و از روستای پیران عبور می‌کند. الوند از میانهٔ شهرهای سرپل ذهاب و قصر شیرین می‌گذرد و در زندگی مردم این شهرها اهمیت بسیاری دارد.
رود الوند در جهت جنوب غربی شهر قصر شیرین به دهستان نصرآباد وارد شده و در آنجا با رودهای چم امام حسن و رودخانه تنگاب یکی شده و با عبور از روستای قره صدف در جهت شمال شرقی به جنوب غربی از مرز ایران و عراق گذشته و به استان دیاله در کشور عراق وارد می‌شود. در نزدیکی خانقین و در جنوب شرقی این شهر بر روی الوند سدی ساخته شده‌است. الوند در شهر خانقین در جهت جنوب شرقی به شمال غربی جریان می‌یابد و در نزدیکی جلولا با رود سیروان یکی شده و به دریاچه حمرین (دریاچه سد دیاله) می‌ریزد. از اینجا به بعد اعراب این رود را دیاله و کردها سیروان می‌نامند. سیروان در نهایت بپس از عبور از بعقوبه به رود دجله می‌ریزد.

## نهر شاویار
آب رودخانۀ‌الوند از ۲ کیلومتری روستای سید ایاز وارد شاخۀ اصلی نهر شاویار می‌شود. شاویار یک کانال آب‌رسانی است که در دورۀ ساسانیان بر روی الوند احداث شده‌است. رودخانۀ الوند در این محل وارد پیچ تندی شده و با شدت زیادی وارد کانال آب‌رسانی می‌شود. نهر شاویار آب الوند را به بخش‌های شمالی شهر قصر شیرین می‌رساند و با گذر از آثار تاریخی واقع در این محدوده، از استان کرمانشاه خارج و وارد خانقین در استان دیالۀ عراق می‌شود.